# Свети Архангел Михаил (Дъбница)
„Свети Архангел Михаил“ е православна църква в неврокопското село Дъбница, България, част от Неврокопската епархия на Българската православна църква. Църквата е една от най-красивите в региона.

## Местоположение
Църквата е разположена в източния край на Дъбница.

## История
В 20-те години на XX век в помашкото село Дъбница се заселват българи бежанци от Ловча и от Гайтаниново. Новите заселници решават да издигнат християнски храм, посветен на Свети Архангел Михаил. Изградена е в 1937 – 1938 година и официално е открита през септември 1938 година.

## Архитектура
Църквата е в малък двор с цветни алеи и овощни дървета. Сградата е от базиликален тип без купол. На запад има открит трем, над който има камбанария.
Във вътрешността иконостасът е резбован, дело на майстори от Банската художествена школа. Той има един единствен ред икони – царския, с 6 икони на Свети Йоан Рилски, Архангел Михаил, Света Богородица, Иисус Христос, Свети Йоан Кръстител и Свети Стефан. Над царските двери е картината Тайната вечеря, а над нея – Разпятието Христово.
В храма има и стенописна украса – в олтара традиционно е изобразена Света Богородица Ширшая небес с Младенеца, а на западната стена – над входа на храма е сцената Сватбата в Кана Галилейска. На северната стена са изобразени Свети Георги, Рождество Христово и Св. св. Петър и Павел, а на южната: Свети Димитър, Възкресение Христово и Св. св. Кирил и Методий. На тавана е Христос Вседържител.